# Ribavirina
Ribavirina é um Fármaco antiviral análogo sintético da guanosina frequentemente usado em combinação com interferon o peginterferón alfa-2a ou 2b. Está na Lista de Medicamentos Essenciais da Organização Mundial de Saúde.
Nomes comerciais: VIRAZOLE, COPEGUS, PEGASYS, REBETOL, RIBASPHERE.

## Indicação
Em combinação com outros medicamentos:
- Hepatite C crônica;
- Febre hemorrágica viral;
- Vírus sincicial respiratório;
- Complicações por Hantavirose;
- Complicações por Herpes simplex e Herpes Varicela;
- Raiva[4]

Pode ser combinada com daclatasvir, asunaprevir ou beclabuvir para tratar Hepatite C tipo 1. Pode vir a ser útil no tratamento de leucemia mieloide aguda.
Os seguintes vírus foram sensíveis in vitro: adenovírus, vírus do carrapato, vírus da febre do Colorado, vírus da febre hemorrágica da Crimeia-Congo, citomegalovírus (CMV), vírus Hantaan, hepatite A, hepatite C; vírus herpes simplex tipo 1; vírus herpes simplex tipo 2; HIV (VIH); influenza vírus tipo A; Influenza vírus tipo B; Vírus Junin; Vírus da Febre de Lassa; vírus do sarampo; vírus da caxumba, vírus parainfluenza; reovírus, vírus sincicial respiratório (RSV), vírus rinovírus, febre do vale do Rift, rotavírus, vírus de SSPE; vírus da vacínia; vírus da febre amarela.

## Contraindicação
É Contraindicado em:
- Alergia a qualquer componente do fármaco
- Gravidez (categoria X) e planejamento de gravidez, incluindo homens
- Lactância
- Insuficiência renal (ajustar dose)
- Pancreatite
- Cardiopatia instável nos últimos 6 meses
- Hemoglobinopatias como talassemia major ou anemias
- Não usar junto com zidovudina ou abacavir

Em combinação com interferões alfa é contra-indicado em:
- Hepatite autoimune
- Descompensação hepática em doentes com cirrose

## Administração
Oral, inalável ou intravenosa. Disponível em comprimidos de 200, 400 e 600mg e ampolas de 40mg/mL. Deve ser tomado duas vezes por dia com alimentos em doses de 400 (pediátrica) a 1200mg dia (600mg duas vezes). Não romper nem triturar as cápsulas.

## Mecanismo de ação
É um análogo sintético de nucleósidos (guanosina). Inibe seletivamente a síntese de ADN, ARN e proteínas virais em células hospedeiras infectadas e melhora a resposta imune mediada por Citocina contra vírus, mais especificamente Interleucina 2 (IL-2), fator de necrose tumoral alfa (TNF-alfa) e Interferon-gama pelos linfócitos T CD4 e CD8.

## Farmacocinética
A meia-vida da ribavirina após a administração de uma dose única por via oral é de 120 a 170 horas. A depuração aparente após a administração de uma dose única por via oral é de cerca de 26 L/h. Há uma acumulação extensiva de ribavirina após doses múltiplas (duas vezes por dia) de modo que a concentração máxima em estado estacionário é quatro vezes superior à de uma dose única. Atinge a Cmax em 2h por via oral ou 5 min por via inalatória.
A excreção da maioria é por urina. Após administração oral, cerca de 33% parecem ser eliminado dentro das primeiras 24 horas, em parte como fármaco inalterado e o restante na forma de metabolitos. Cerca de 15% é excretada nas fezes. Após a inalação, a meia-vida de eliminação é de aproximadamente 9,5 horas e tem lugar de uma forma bifásica. A destruição de eritrócitos pode durar até 40 dias. Em estudos "in vitro" indicam que a ribavirina não é um substrato, inibidor ou indutor das isoenzimas CYP450.

## Efeitos colaterais
Possui muitos efeitos colaterais:
- Cansaço (60-70%)
- Dor de cabeça (63-66%)
- Hemólise (61-64%)
- Dor muscular (61-64%)
- Náusea (38-47%)
- Rigidez muscular (40-43%)
- Febre (32-41%)
- Insônia (26-39%)
- Diminuição da hemoglobina (25-36%)
- Depressão (23-36%)
- Pele amarelada (Hiperbilirrubinemia) (24-34%)
- Dores articulares (29-33%)
- Alopecia (27-32%)
- Irritabilidade (23-32%)
- Dor óssea (20-28%)
- Erupção cutânea com coceira (20-28%)
- Perda de apetite (21-27%)
- Tonturas (17-26%)
- Sintomas de gripe (13-18%)
- Dificuldade para respirar (17-19%)
- Congestão nasal (13-18%)
- Azia (14-16%)
- Dificuldade de concentração (10-14%)
- Trombocitopenia (6-14%)
- Sinusite (9-12%)
- Vômitos (9-12%)
- Instabilidade emocional (7-12%)
- Diminuição da WBC; ANC <500 /cu.mm (5-11%)
- Anemia hemolítica (10%)
- Fraqueza (9-10%)
- Dor no peito (5-9%)
- Alteração do paladar (6-8%)
- Desidratação
- Problemas auditivos

## Derivados
A taribavirina, também conhecida como viramidina ou ribamidina), é um pró-fármaco derivado da ribavirina. Tem o mesmo espectro, mas causa menos danos a fígado e hemoglobinas. Provavelmente vai substituir a ribavirina eventualmente.